# Georg Büchner
 (décembre 2011).
Pour les articles homonymes, voir Büchner.
Georg Büchner (Goddelau, 17 octobre 1813 – Zurich, 19 février 1837) est un écrivain, dramaturge, révolutionnaire, médecin et scientifique allemand. Malgré la taille modeste de son œuvre — essentiellement trois pièces de théâtre, une nouvelle et un tract —, il est devenu tardivement l'une des figures marquantes de la littérature allemande du XIXe siècle, surtout grâce à ses drames La Mort de Danton et Woyzeck.

## Biographie

### Famille et enfance

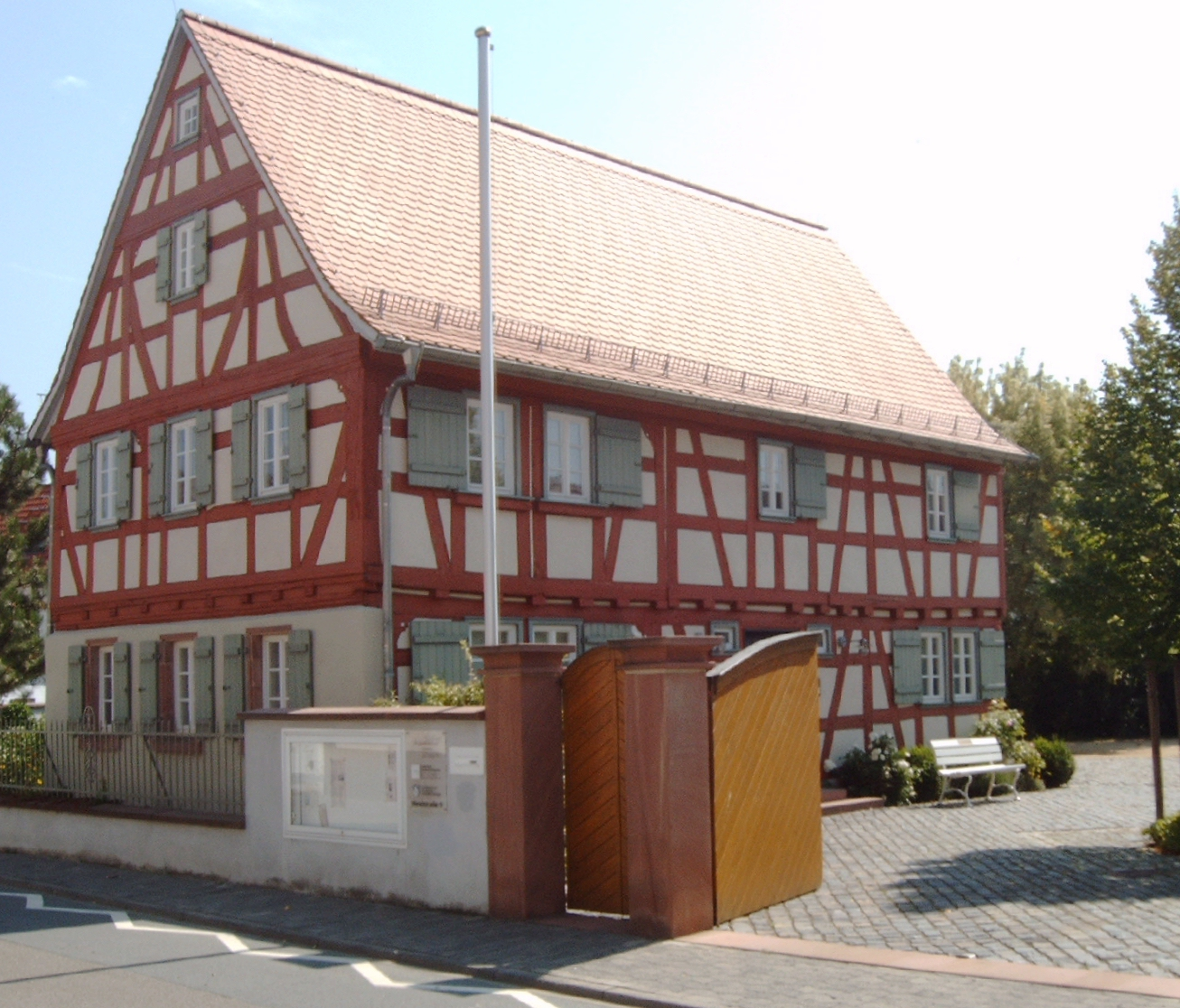
Maison des Büchner à Goddelau.

Karl Georg Büchner naît un dimanche matin, à Goddelau, village d'environ 550 habitants à proximité de Darmstadt, fils aîné de Louise Caroline Reuss (1791-1858) et d'Ernst Büchner (1786-1861), ancien médecin militaire dans l'armée napoléonienne, médecin à Goddelau puis chimiste industriel renommé, inventeur d'outils scientifiques comme l'entonnoir Büchner. Ceux-ci élèvent et éduquent leurs six enfants dans un monde de sciences, de culture et d'art : Georg Büchner (1813-1837) ; Mathilde Büchner (1815-1888) ; Wilhelm Ludwig Büchner (1817-1892), homme politique ; Luise Büchner (1821-1877), écrivain et féministe ; Ludwig Büchner (1824-1899), médecin dont les travaux philosophiques marqueront l'histoire du matérialisme du XIXe siècle ; et Alexander Büchner (1827-1904), écrivain et professeur de littérature.
Georg grandit dans l'État du grand-duché de Hesse-Darmstadt, dans le sud-ouest de l'Allemagne où les révolutions de 1789 et surtout de juillet 1830 trouvent beaucoup d'écho.
En 1816, la famille s'installe à Darmstadt où le père vient d'être nommé médecin d'arrondissement. À partir de 1821, sa mère se charge de l'instruction de Georg : elle lui enseigne la lecture, les lettres, le calcul, l'initie aux grands textes religieux (la Bible) et à l'histoire des peuples de la Terre. À 10 ans, Georg dévore les ouvrages de Schiller. Il s'intéresse aux sciences, et apprend plusieurs langues (anglais, français, italien).

### Études et premiers écrits

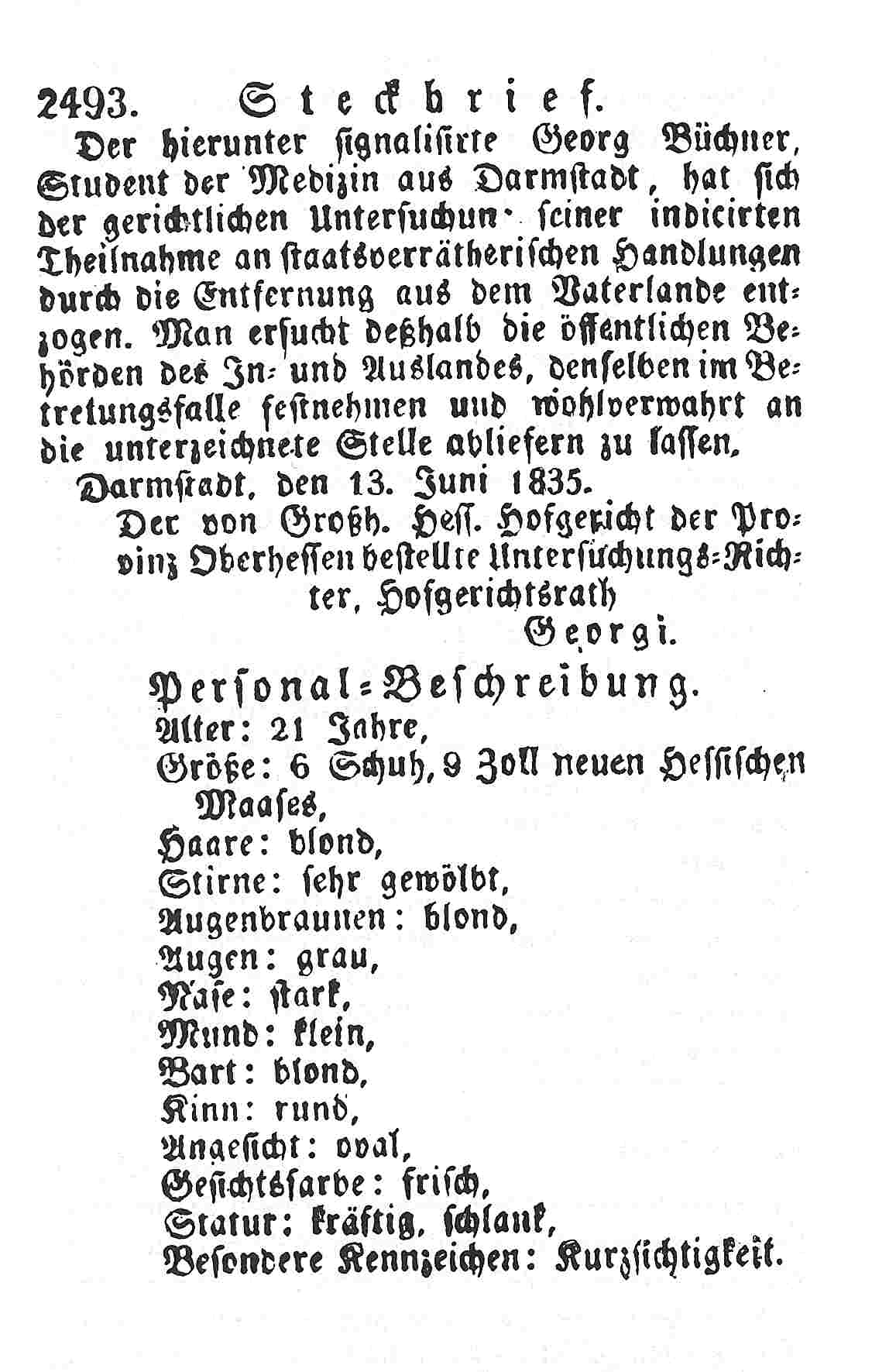
Avis de recherche et mise à prix des autorités contre Büchner.

Après des études à l'école privée du Dr Karl Weiterhausen, à Darmstadt, de 1822 à 1825, il passe au gymnasium Ludwig Georg de Darmstadt jusqu'en 1831. En novembre 1831, à la faculté de médecine de l’université de Strasbourg, il entre en contact avec les groupes d'opposition républicains. Admis comme « hôte perpétuel » dans l'association de théologiens Eugenia, il y défend des positions républicaines radicales. Il loge dans la maison du pasteur protestant Johann Jakob Jäglé, dont la fille Wilhelmine deviendra sa fiancée au printemps 1832.
En 1833, Büchner s’installe à Gießen pour terminer ses études à l’université de Gießen. Il participe à l’agitation politique qui a saisi le sud de l’Allemagne après le Hambacher Fest, manifestation du 27 mai 1832 pour l’unité nationale s’opposant aux régimes despotiques dans la plupart des 39 États germaniques.
En janvier 1834, il rencontre le pasteur Weidig, figure de proue de l'opposition en Hesse.
En mars de la même année, Büchner, défendant des idées socialistes, influencé par Auguste Blanqui et Saint-Simon, co-fonde une association secrète révolutionnaire : la Société des droits de l'Homme (Gesellschaft für Menschenrechte). Il retourne en avril chez ses parents à Darmstadt, où il fonde une deuxième section de la Société des droits de l'Homme, puis reprend ses études à Gießen.

Avec Weidig, il entreprend en juillet, la rédaction d'un tract révolutionnaire, Le Messager hessois (Der Hessische Landbote), destiné à susciter le soulèvement des populations paysannes, avec le mot d’ordre : « Friede den Hütten, Krieg den Palästen ! » (« Paix aux chaumières, guerre aux palais ! ») possiblement emprunté à Chamfort. Il affirme dans sa correspondance avec Karl Gutzkow que : 

« le rapport entre pauvres et riches est le seul élément révolutionnaire au monde. »

À partir d'octobre 1834, Büchner travaille à La Mort de Danton. Il écrit de nombreux articles polémiques et satiriques, publiés dans Le Messager hessois, qui lui vaudront les foudres des autorités et de la censure. Le pasteur Weidig est arrêté, torturé et meurt emprisonné ; le même sort attend Büchner.

### Exil et décès
En 1835, mis sous mandat d'arrêt pour trahison, Büchner s'enfuit pour se soustraire à la justice. Il trouve refuge à Strasbourg, où il se fait inscrire auprès des autorités sous le nom de Jacques Lutzius. Il fréquente notamment l'église Saint-Guillaume, l'église des bateliers réputée pour son accueil inconditionnel et se lie d’amitié lors de ses études à la faculté de médecine avec des anarchistes. Contraint de se tenir tranquille — la police le soupçonne d'activités subversives —, il compose en moins de deux mois un drame d'une nervosité elliptique dont la trace semblait perdue depuis les Élisabéthains, La Mort de Danton (Dantons Tod). Il traduit également deux pièces de Victor Hugo, Lucrèce Borgia et Marie Tudor.
L'histoire de Jakob Lenz, grand dramaturge et disciple du philosophe Emmanuel Kant, ami de jeunesse de Goethe, l'inspire pour sa nouvelle Lenz : poète à l'âme malade et suicidaire, Lenz, espérant de l'aide pour remédier à ses troubles psychiques, avait reçu les soins du pasteur Jean-Frédéric Oberlin. Büchner écrit en s'inspirant du journal tenu par le pasteur qui recueillit Lenz chez lui durant l'hiver 1778.
Dans le même temps, il poursuit ses recherches scientifiques, s'orientant vers la biologie. Membre correspondant de la Société d'histoire naturelle de Strasbourg, en 1836, il obtient, avec son mémoire « Le système nerveux du barbeau (Cyprinus barbus L.) », un doctorat de l'université de Zurich. Il entreprend la rédaction d'une première version de Léonce et Léna.

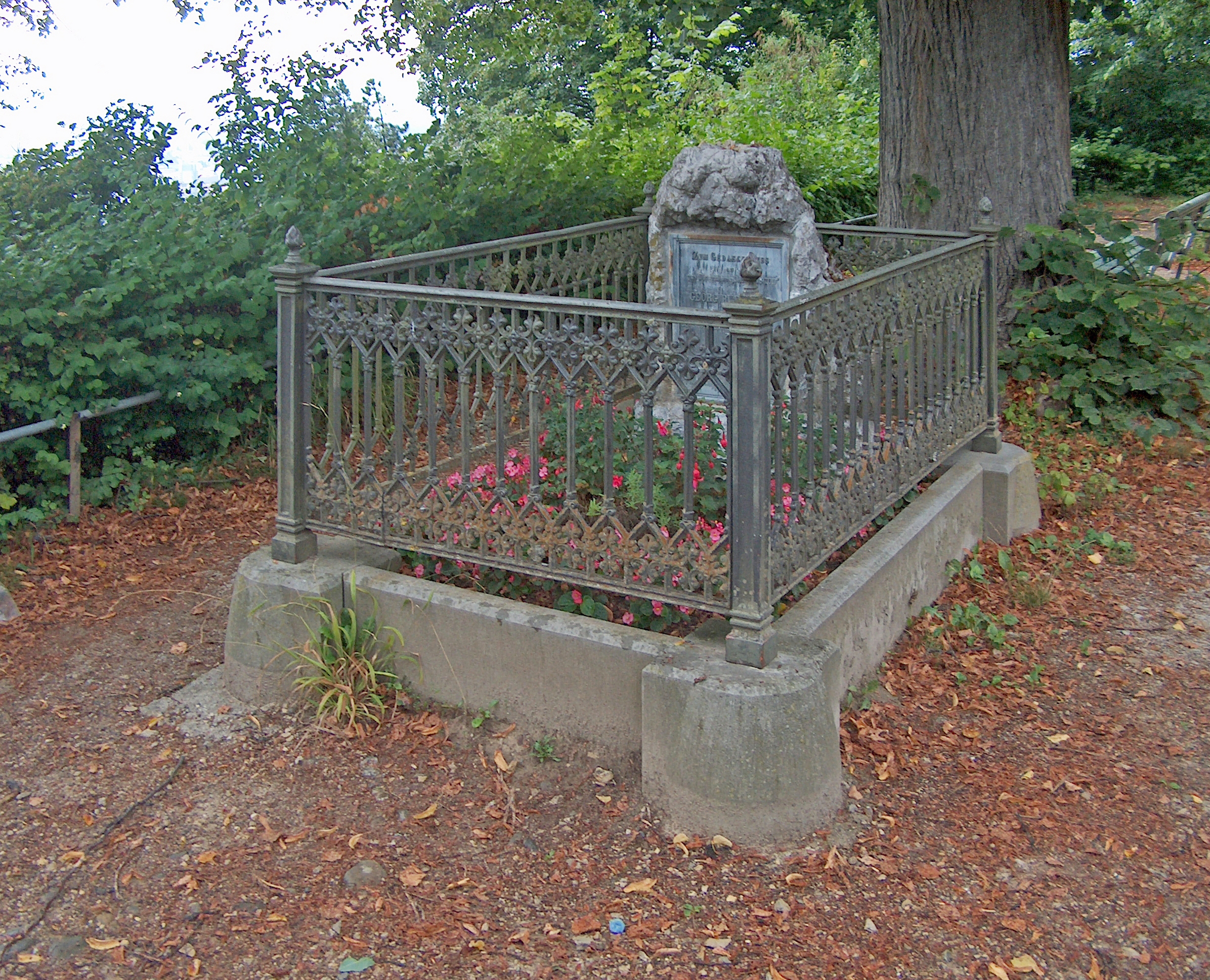
La tombe de Georg Büchner à Zürich.

Fin 1836, il déménage à Zurich où on lui propose un poste de professeur adjoint à la faculté de médecine. Également privat-docent d'histoire naturelle à l'université, il se consacre à ses travaux scientifiques et littéraires. Il est, de plus, en contact avec d'autres réfugiés politiques.
Il travaille sur Woyzeck, inspiré par la véritable histoire d'un simple soldat du même nom qui avait assassiné sa maîtresse à Leipzig en 1821. Büchner n'a pas achevé sa pièce : les fragments sont partagés en quatre manuscrits et la façon dont il a pensé la fin de son drame nous reste inconnue.
En février 1837, il tombe gravement malade du typhus, il revoit sa fiancée Wilhelmine Jäglé une dernière fois le 17 février, et meurt, le 19, à l'âge de 23 ans.
Son frère Ludwig recueille ses écrits et les fait publier avec une introduction et une biographie, en 1850, chez Sauerländer à Francfort.

## Œuvre
- 1834 : Le Messager hessois (Der Hessische Landbote), pamphlet, avec Friedrich Ludwig Weidig
- 1835 : La Mort de Danton (Dantons Tod), théâtre
- 1835 : Lenz, nouvelle inachavée
- 1836 : Léonce et Léna (Leonce und Lena), comédie satirique
- 1837 : Woyzeck, pièce de théâtre (inachevée)[1]

### Traductions
- 1835 : Lucretia Borgia de Victor Hugo
- 1835 : Maria Tudor de Victor Hugo

#### Éditions de Georg Büchner
- Œuvres complètes, inédits et lettres (éd. Bernard Lortholary), Seuil, coll. « Le don des langues », Paris, 1988  (ISBN 9782020100281)
- Woyzeck, fragments complets, L'Arche, coll. « Scène ouverte », Paris, 1993
- La Mort de Danton. Léonce et Léna. Woyzeck. Lenz (présentation et traduction Michel Cadot), GF Flammarion, Paris, 1997  (ISBN 9782080708885)
- Woyzeck, traduction nouvelle et postface de Jérôme Thélot, éditions du geste, 2019

#### Autres
- (de) Ernst Alker (de), « Büchner, Karl Georg », dans Neue Deutsche Biographie (NDB), vol. 2, Berlin, Duncker & Humblot, 1955, p. 720–722 (original numérisé).
- Heiner Boehncke (de), Peter Brunner, Hans Sarkowicz, Die Büchners oder der Wunsch, die Welt zu verändern. Societäts-Verlag, Francfort-sur-le-Main, 2008,  (ISBN 978-3-7973-1045-3).
- Theo Buck (de): Büchner-Studien (2 Volumes), Rimbaud, Aix-la-Chapelle, 1990 et 2000
- Burghard Dedner (de), Günter Oesterle (dir.), Zweites Internationales Büchner Symposium 1987. Referate, Büchner Studien, Volume 6, Hain, Francfort-sur-le-Main, 1990,  (ISBN 3-445-08900-0).
- Edmond Dune, « Un poète matérialiste :  Georg Büchner »
  - 1re partie, in Critique, no 73, 1953
  - 2e partie, in Critique, no 74, 1953
- Jean Duvignaud, Büchner, L'Arche, coll. « Les grands dramaturges », Paris, 1954
- Kasimir Edschmid, Georg Büchner. Eine deutsche Revolution. (de) Roman. (= suhrkamp taschenbuch Band 616). Suhrkamp, Francfort-sur-le-Main, 1980.  (ISBN 3-518-37116-9). Vorauflage teilweise unter dem Titel Wenn es Rosen sind, werden sie blühen.
- Armel Guerne, Les Romantiques allemands, Phébus, coll. « Libretto », 2004 [1963]  (ISBN 9782752900258) Inclut une traduction de Lenz réalisée par Albert Béguin
- Walter Grab (de), Georg Büchner und die Revolution von 1848. Der Büchner-Essay von Wilhelm Schulz aus dem Jahr 1851. Text und Kommentar. Unter Mitarbeit von Thomas Michael Mayer. Königstein im Taunus, 1985,  (ISBN 3-7610-8310-6).
- Jan-Christoph Hauschild (de) (trad. Christian Bounay), Georg Büchner, Jacqueline Chambon, coll. « Monographie » (no 3), Nimes, 1995 [1992]  (ISBN 9782877111171)
- Frederik Hetmann (de), Georg B. Die Geschichte des Dichters & Revolutionärs Georg Büchner. Betz & Gelberg, Weinheim/Bâle, 1981,  (ISBN 3-407-80631-0).
- Clemens Hillebrand (de), Labyrinthe, Arbeiten zu Georg Büchners Lenz. Scherrer & Schmidt, Cologne, 1996,  (ISBN 3-927753-10-6).
- Hermann Kurzke (de), Georg Büchner. Geschichte eines Genies. C. H. Beck, Munich, 2013,  (ISBN 978-3-406-64493-1).
- Hans Mayer, Georg Büchner und seine Zeit. 8. Auflage, Suhrkamp-TB 58, Francfort-sur-le-Main, 1992 (Erstausgabe Limes, Wiesbaden 1946),  (ISBN 3-518-36558-4).
- Frédéric Metz, Georg Büchner biographie générale, trois tomes (tome central : Le Scalpel, le Sang ; tome annexe A : La Mort de Weidig ; tome annexe B : Les Noms), Éditions Pontcerq, Rennes, 2012
- Christian Neuhuber (de), Georg Büchner. Das literarische Werk. Erich Schmidt, Berlin, 2009,  (ISBN 978-3-503-09889-7).
- Gerhard Oberlin (de), Der Wahnsinn der Vernunft. Georg Büchners ‚ Lenz. Die Krise des Subjekts in der Moderne. Ein literaturwissenschaftlicher Essay. Königshausen & Neumann, Wurtzbourg, 2014,  (ISBN 978-3-8260-5462-4).
- Peter Petersen (de)/Hans-Gerd Winter (dir.), Büchner-Opern. Georg Büchner in der Musik des 20. Jahrhunderts. Peter Lang, Francfort-sur-le-Main, 1997,  (ISBN 3-631-30958-9).